# (17399) Andysanto
(17399) Andysanto (1983 RL) – planetoida z pasa głównego asteroid okrążająca Słońce w ciągu 2,66 lat w średniej odległości 1,92 j.a. Odkryta 6 września 1983 roku.